# Manu Mellaerts
Manu Mellaerts (8 oktober 1961) is een Belgisch trompettist, muziekpedagoog en dirigent

## Levensloop
Mellaerts startte zijn muzikale opleiding aan de academie van Tienen. Aansluitend studeerde hij aan het Lemmensinstituut te Leuven. Zijn hogere diploma's (trompet, kamermuziek en muziekpedagogiek) behaalde hij aan het Koninklijk Conservatorium te Brussel. Hij voltooide zijn praktijkstudie bij Pierre Thibaud te Parijs, Roger Delmotte te Versailles en bij Edward H. Tarr te Bazel.
Mellaerts werd in 1985 laureaat van de Vlaamse Radio- en Televisieomroep "VRT Tenuto" wedstrijd en in 1987 behaalde hij een bronzen medaille op de Internationale Trompetwedstrijd te Toulon, Frankrijk.
Als muziekleraar was hij tot 1987 verbonden aan het Lemmensinstituut te Leuven. Tegenwoordig (2008) is hij docent aan het Koninklijk Conservatorium te Brussel.
Van 1984 tot 1986 was hij trompettist van het VRT Filharmonisch Orkest en aansluitend was hij trompettist bij het Orkest van de Nationale Opera Koninklijke Muntschouwburg te Brussel. Als trompetsolist verzorgde hij concerten met bekende orkesten (Orkest van de Koninklijke Muntschouwburg te Brussel, Vlaams Radio Orkest, Orkest van de Beethoven Academie, I Fiamminghi, Collegium Instrumentale Brugense, l’Orchestre de Wallonie, Slovak Sinfonietta Zilina), Frascati Symphonic en solisten (Belgische organist Luc Ponet) in binnen- en buitenland.
Als dirigent was hij van 1991 tot 2001 verbonden aan het Kempisch Jeugdfanfare orkest, nu: Vlaams Fanfare Orkest. Dit orkest leidde hij tot vice-wereldkampioen bij het 14e Wereld Muziek Concours te Kerkrade in 2001. Van 2007 tot 2011 was hij dirigent van de Festival Brass Band. Hij is stichter en artistiek leider van het koperensemble Belgian Brass.